# Tachytrechus ciliferus
Tachytrechus ciliferus är en tvåvingeart som först beskrevs av Becker 1922.  Tachytrechus ciliferus ingår i släktet Tachytrechus och familjen styltflugor.
Artens utbredningsområde är Peru. Inga underarter finns listade i Catalogue of Life.